# Pintes
A pintes egy ősi magyar szőlőfajta. Zalaszentgrót határában, a várostól dél-délnyugati irányban található Csáford hegyen foglalkozik a fajtával Veress János borász, aki az egész országban egyedülálló módon termeli a pintes fajtát.
Sokáig azt hitték, a fajta a 19. és 20. század fordulóján bekövetkezett filoxéravészben eltűnt, ám Németh Márton kutató 1968-ban a cserkúti szőlőkben újra rálelt. Eredeti neve akkorra már feledésbe merült, az új nevet a Badacsonyi Szőlészeti-Borászati Kutatóintézet vezetője, Kiss Ervin adta, utalva arra, hogy a fajta egy tőkéje akár annyi szőlőt is képes teremni, amiből egy pint (1,6 liter) bor készíthető. A hamarosan hivatalosan is elismert fajtából az ország több pontján összesen 12 hektár törzstelepet létesítettek, ennek 2015-re csupán az egytizede maradt meg, méghozzá kizárólag Csáfordon. Kezdetben pezsgőalapanyagként használták vagy például a szürkebaráttal együtt nagyüzemi feldolgozásba került, ám amióta 1996-ban egy kőszegi versenyen díjat nyert a belőle készült bor, népszerűsége egy kissé növekedett.